# Francisco Coloane
Francisco Coloane Cárdenas (ur. 19 lipca 1910 w Quemchi, zm. 5 sierpnia 2002 w Santiago) – chilijski pisarz.

## Zarys biografii
Urodził się na wyspie Chiloé. W młodości pływał na statkach wielorybniczych, często na wodach wokół Antarktydy. Zdobyte doświadczenia wykorzystywał w swojej prozie – akcja jego utworów rozgrywa się na południowych krańcach Chile, ich bohaterami są z reguły ludzie morza. Ważną rolę w dziełach Coloane odgrywają opisy surowej przyrody pampy i wybrzeży Oceanu Spokojnego. Jego książki były tłumaczone na wiele języków, kilkakrotnie je filmowano. W 1964 otrzymał za swą twórczość nagrodę państwową (Premio Nacional de Literatura de Chile).
W języku polskim ukazały się dwie książki Chilijczyka – powieść Szlakiem wieloryba i zbiór opowiadań Opowieści z dalekiego południa. Na drugi z tomów składają się zbiory: Cabo de Hornos, Golfo de Penas i Tierra del Fuego.

## Twórczość
- El último grumete de la Baquedano (1941)
- Cabo de Hornos (1941) – wyd. pol. Przylądek Horn*
- La Tierra del Fuego se apaga (1945)
- Golfo de Penas (1945) – wyd. pol. Zatoka Penas*
- Los conquistadores de la Antártida (1945)
- Tierra del Fuego (1956) – wyd. pol. Ziemia Ognista*
- El camino de la ballena (1962) Szlakiem wieloryba, Noir sur Blanc 2000
- El chilote Otey y otros relatos (1971)
- Cuentos completos (1999)

* Wydane w Polsce w tomie Opowieści z dalekiego południa przez oficynę Noir sur Blanc w 2003.